# Mjölksgrund
Mjölksgrund är en ö nära Boskär i Nagu,  Finland. Den ligger i Skärgårdshavet i Pargas stad i den ekonomiska regionen  Åboland i landskapet Egentliga Finland, i den sydvästra delen av landet. Ön ligger omkring 2 kilometer nordost om Boskär, 18 kilometer söder om Nagu kyrka, 51 kilometer sydväst om Åbo och omkring 170 kilometer väster om Helsingfors. Närmaste allmänna förbindelse är förbindelsebryggan vid Nagu Berghamn som trafikeras av M/S Eivor och M/S Cheri.
Öns area är 0,4 hektar och dess största längd är 110 meter i öst-västlig riktning.